# Hiệp định Đối tác Toàn diện và Tiến bộ xuyên Thái Bình Dương
Hiệp định Đối tác Toàn diện và Tiến bộ xuyên Thái Bình Dương (tiếng Anh: Comprehensive and Progressive Agreement for Trans-Pacific Partnership – CPTPP) (còn được gọi là TPP11 trước thời điểm Anh gia nhập) là một Hiệp định về nguyên tắc thương mại giữa Australia, Brunei, Canada, Chile, Nhật Bản, Malaysia, México, New Zealand, Peru, Singapore, Vương quốc Anh và Việt Nam.
CPTPP bao gồm hầu hết các điều khoản của Hiệp định Đối tác xuyên Thái Bình Dương (TPP), nhưng bỏ qua 22 điều khoản được Mỹ ủng hộ trong khi bị các quốc gia khác chống lại; và hạ thấp ngưỡng bắt buộc để không cần có sự tham gia của Mỹ. TPP đã được ký vào ngày 4 tháng 2 năm 2016, nhưng không bao giờ có hiệu lực sau khi Mỹ rút khỏi hiệp định.
Tất cả các bên ký tên ban đầu của TPP, ngoại trừ Mỹ, đồng ý vào tháng 5 năm 2017 để khôi phục lại hiệp định và đã đạt được thỏa thuận vào tháng 1 năm 2018 để ký kết Hiệp định Đối tác Toàn diện và Tiến bộ xuyên Thái Bình Dương. Lễ ký kết chính thức được tổ chức vào ngày 8 tháng 3 năm 2018 tại Santiago, Chile.
Việc thỏa thuận tham gia xác định rằng nó có hiệu lực sau 60 ngày kể từ khi được phê chuẩn bởi ít nhất 50% số quốc gia ký (6 trong 11 nước tham gia). Quốc gia thứ 6 phê chuẩn thỏa thuận này là Úc ngày 31 tháng 10, với thỏa thuận có hiệu lực vào ngày 30 tháng 12 năm 2018.
Vào thời điểm ký kết, nền kinh tế kết hợp của 11 quốc gia chiếm 13,4% tổng sản phẩm quốc nội toàn cầu (tương đương 13,5 nghìn tỷ USD), đưa CPTPP trở thành khu vực thương mại tự do lớn thứ ba trên thế giới tính theo GDP sau Thương mại tự do Bắc Mỹ và Thị trường chung Châu Âu.

## Phê chuẩn
Ngày 28 tháng 6 năm 2018, México trở thành quốc gia đầu tiên hoàn thành thủ tục phê chuẩn trong nước của CPTPP, với Tổng thống Mexico Enrique Peña Nieto nêu rõ: "Với thỏa thuận thế hệ mới này, Mexico đa dạng hóa quan hệ kinh tế với thế giới và thể hiện cam kết cởi mở và giao dịch tự do. "

Vào ngày 6 tháng 7 năm 2018, Nhật Bản trở thành quốc gia thứ hai phê chuẩn thỏa thuận.
Ngày 19 tháng 7 năm 2018, Singapore trở thành nước thứ ba phê chuẩn thỏa thuận và gửi văn bản phê chuẩn của nước này.
Vào ngày 17 tháng 10 năm 2018, Quốc hội Úc thông qua luật pháp liên quan thông qua Thượng viện Úc. Việc phê chuẩn chính thức được gửi vào thứ Tư, ngày 31 tháng 10 năm 2018.
Vào ngày 25 tháng 10 năm 2018, New Zealand phê chuẩn CPTPP, nâng số quốc gia đã chính thức phê chuẩn thỏa thuận lên con số 4.
Cũng vào ngày 25 tháng 10 năm 2018, Canada đã thông qua và đạt được đồng ý của hoàng gia cho CPTPP. Việc phê chuẩn chính thức được gửi vào thứ Hai, ngày 29 tháng 10 năm 2018.
Vào ngày 2 tháng 11 năm 2018, Hiệp định Đối tác Toàn diện và Tiến bộ xuyên Thái Bình Dương và các tài liệu liên quan đã được trình lên Quốc hội Việt Nam để phê chuẩn.. Vào ngày 12 tháng 11 năm 2018, Quốc hội Việt Nam đã thông qua nghị quyết phê chuẩn CPTPP. Việc phê chuẩn chính thức được gửi vào ngày 15 tháng 11 năm 2018.
Vào ngày 19 tháng 9 năm 2021, Bộ Ngoại thương và Du lịch Peru (Mincetur) cho biết Hiệp định Đối tác Toàn diện và Tiến bộ xuyên Thái Bình Dương (CPTPP) đã chính thức có hiệu lực đối với Peru.
Vương quốc Anh là quốc gia đầu tiên ngoài nhóm quốc gia sáng lập tham gia vào Hiệp định. Sau khi nộp đơn xin gia nhập vào tháng 2/2021, Vương quốc Anh chính thức ký thỏa thuận gia nhập CPTPP vào ngày 16/07/2023, nâng tổng số thành viên của Hiệp định lên 12 thành viên.

## Các thành viên tiềm năng
Vào tháng 1 năm 2018, Chính phủ Vương quốc Anh tuyên bố họ đang khám phá xem có nên trở thành thành viên của Quan hệ đối tác xuyên Thái Bình Dương để kích thích xuất khẩu sau khi rời khỏi Liên minh châu Âu vào tháng 3 năm 2019 và đã có các cuộc thảo luận không chính thức với các thành viên của Hiệp định. Đến năm 2023, Vương quốc Anh trở thành thành viên đầu tiên gia nhập mới.
Vào ngày 25 tháng 1 năm 2018, Tổng thống Hoa Kỳ Donald Trump trong một cuộc phỏng vấn đã thông báo rằng Hoa Kỳ có thể vào lại TPP nếu đó là một thỏa thuận tốt hơn đáng kể cho Hoa Kỳ. Trump đã rút Hoa Kỳ khỏi TPP từ thỏa thuận ban đầu vào tháng 1 năm 2017.
| Quốc gia    | Trạng thái TPP | Trạng thái CPTPP                     | Thông báo có quan tâm |
| ----------- | -------------- | ------------------------------------ | --------------------- |
| Hoa Kỳ      | Đã từng ký TPP | Thông báo có thể quan tâm            | Tháng 1 năm 2018      |
| Ấn Độ       | Không ký TPP   | Đã ký Hiệp định Đối tác kinh tế vùng |                       |
| Hàn Quốc    | Không ký TPP   | Đã ký Hiệp định Đối tác kinh tế vùng |                       |
| Thái Lan    | Không ký TPP   | Thông báo có thể quan tâm            | Tháng 3 năm 2018      |
| Indonesia   | Không ký TPP   | Đã ký Hiệp định Đối tác kinh tế vùng |                       |
| Anh Quốc    | Không ký TPP   | Đã ký vào tháng 7 năm 2023           | Tháng 1 năm 2018      |
| Đài Loan    | Không ký TPP   | Thông báo có quan tâm                | Tháng 3 năm 2018      |
| Campuchia   | Không ký TPP   | Đã ký Hiệp định Đối tác kinh tế vùng |                       |
| Trung Quốc  | Không ký TPP   | Đã ký Hiệp định Đối tác kinh tế vùng |                       |
| Lào         | Không ký TPP   | Đã ký Hiệp định Đối tác kinh tế vùng |                       |
| Myanmar     | Không ký TPP   | Đã ký Hiệp định Đối tác kinh tế vùng |                       |
| Philippines | Không ký TPP   | Đã ký Hiệp định Đối tác kinh tế vùng |                       |